# Ouangani

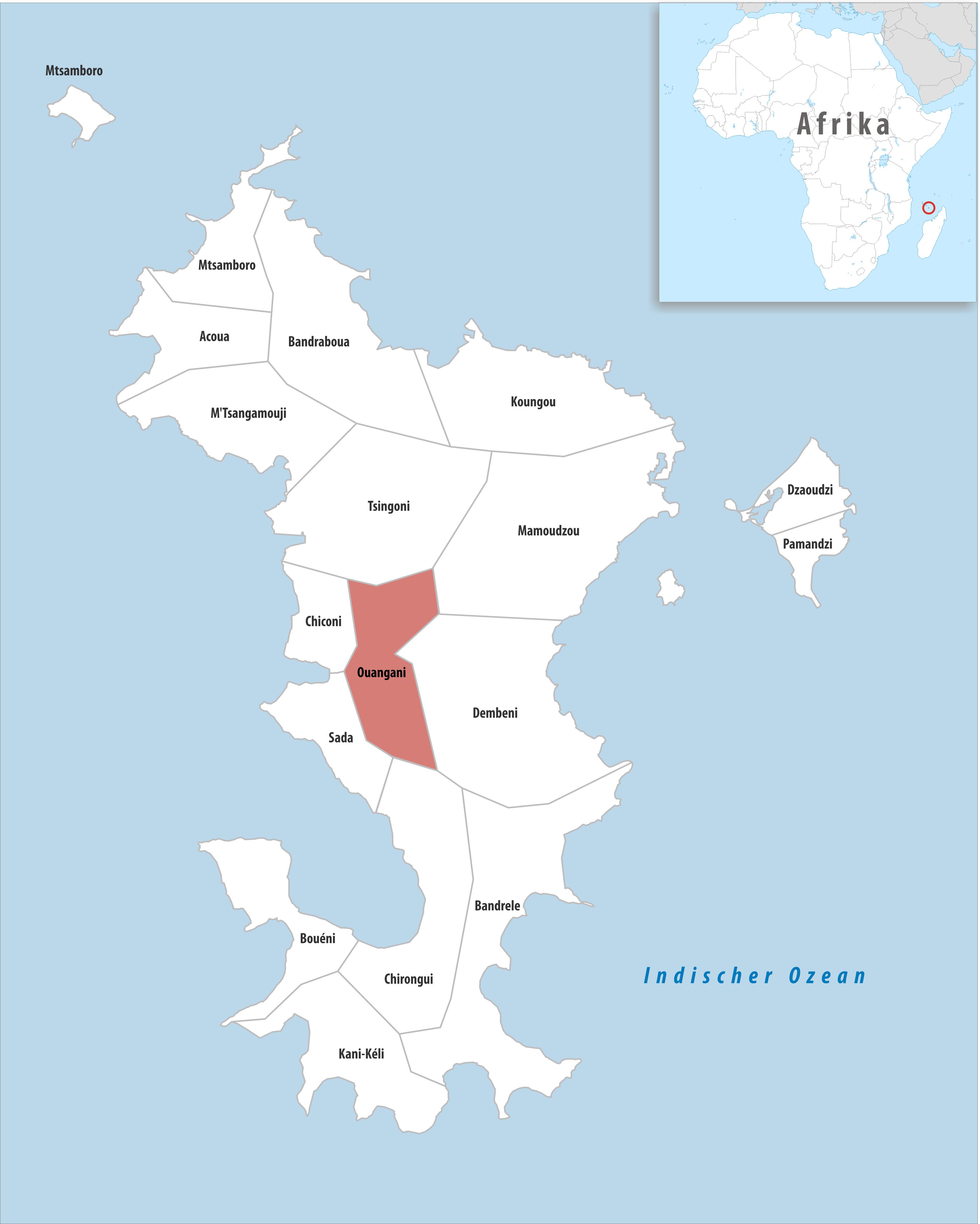
Kommunen Ouanganis läge i Mayotte.

Ouangani är en kommun i det franska utomeuropeiska departementet Mayotte i Indiska oceanen. År 2017 hade Ouangani 10 203 invånare.

## Byar
Kommunen Ouangani delas i följande byar (folkmängd 2007 inom parentes):
- Ouangani (2 604)
- Barakani (2 367)
- Coconi (161)
- Kahani (1 445)